# Нововасилевский сельский совет (Середино-Будский район)
Нововасилевский сельский совет (укр. Нововасилівська сільська рада) — входит в состав
Середино-Будского района
Сумской области
Украины.
Административный центр сельского совета находится в 
с. Нововасилевка
.

## История
В начале сентября 1941 года село было захвачено наступающими немецкими войсками. 6 сентября 1941 года 
части 155-й стрелковой дивизии и 50-й танковой дивизии перешли в контрнаступление, в результате которого Нововасилевская группировка немецких войск была ликвидирована. Немецкие войска, потеряв убитыми 50 солдат и офицеров, были вынуждены отступить на западный берег реки Двина, бросив вооружение и военное имущество. Трофеями советских войск стали четыре автомашины, автокухня, мотоциклы, пять противотанковых орудий, три ручных пулемёта, один автомат, три полуавтоматические винтовки, 15 тысяч винтовочных патронов.

## Населённые пункты совета
- с. Нововасилевка